# Blåhøj
Blåhøj – miasto w Danii, w regionie Jutlandia Środkowa, w gminie Ikast-Brande.